# Episodi di Profiling (seconda stagione)
La seconda stagione della serie televisiva Profiling è stata trasmessa in prima visione in Francia da TF1 dal 27 maggio al 2 dicembre 2010.
In Italia è stata trasmessa in prima visione da Fox Crime a partire dal 1º ottobre 2010.
| nº | Titolo originale          | Titolo italiano                 | Prima TV Francia | Prima TV Italia  |
| -- | ------------------------- | ------------------------------- | ---------------- | ---------------- |
| 1  | Passé composé             | Il passato celato               | 27 maggio 2010   | 1º ottobre 2010  |
| 2  | Les fils de l'homme       | Un figlio ad ogni costo         | 27 maggio 2010   | 1º ottobre 2010  |
| 3  | Comme sa mère             | Come sua madre                  | 3 giugno 2010    | 8 ottobre 2010   |
| 4  | Une vie pour une autre    | Padri e figlie                  | 3 giugno 2010    | 15 ottobre 2010  |
| 5  | De l'autre côté du miroir | Dall'altra parte dello specchio | 10 giugno 2010   | 22 ottobre 2010  |
| 6  | Réussir ou mourir         | Riuscire o morire               | 10 giugno 2010   | 29 ottobre 2010  |
| 7  | Renaissance               | Rinascita                       | 18 novembre 2010 | 17 gennaio 2011  |
| 8  | Lame de fond              | Onda anomala                    | 18 novembre 2010 | 24 gennaio 2011  |
| 9  | L'âge sombre              | L'età oscura                    | 25 novembre 2010 | 31 gennaio 2011  |
| 10 | Retour à la terre         | Ritorno alla terra              | 25 novembre 2010 | 7 febbraio 2011  |
| 11 | Tu m'aimeras              | La vita di un altro             | 2 dicembre 2010  | 14 febbraio 2011 |
| 12 | Addiction                 | Il segreto di Louise            | 2 dicembre 2010  | 21 febbraio 2011 |

## Il passato celato
- Titolo originale: Passé composé
- Scritto da:
- Diretto da:

### Trama
Matthieu indaga su Chloe, scopre che la donna ha cambiato identità e che quella precedente è stata cancellata dai registri, decide così di organizzare una festa a sorpresa per darle il benvenuto ufficiale nella squadra in modo da poter indagare sui suoi amici e sulla sua famiglia. Una donna, con marito e figlia di 7 anni, viene ritrovata morta nel cortile di casa sua e si ipotizza uno stupro finito con l’omicidio. La vittima era una solista che aveva smesso da un anno di fare concerti e aveva iniziato ad insegnare in un’associazione. Durante le indagini si scopre che in realtà la donna non andava all’associazione da mesi e che, all’insaputa di tutti, soffriva di una forma precoce di Alzheimer, stessa malattia che aveva causato il decesso della madre anni prima. Arrivato il riscontro del DNA, viene identificato l’uomo che aveva stuprato la donna, ricoverato in ospedale per un pestaggio subito; questo dice di aver conosciuto la donna in un bar e che una volta a casa il complice della donna lo avrebbe picchiato e derubato. Hippolyte scopre che sono state fatte altre 5 rapite con la stessa tecnica, e Chloe capisce che i furti sono stati organizzati con un uomo che la donna aveva conosciuto in prigione tramite l’associazione. Trovato quest’uomo, egli dice che non avrebbe mai fatto del male alla donna, e che aveva picchiato l’uomo che l’aveva stuprata. Dopo il fatto, la donna era sconvolta e voleva scappare con la bambina lasciando il marito. I sospetti quindi ricadono su quest’ultimo che però ha un alibi, fornito dal personale della sicurezza di un ospedale dove stava tentando di rubare la cartella clinica della madre della moglie per farla ammettere ad un protocollo sperimentale, in quanto aveva scoperto della malattia della moglie. Disposto a fare tutto, l’uomo aveva lasciato il lavoro, voleva affidare la figlia ai nonni e aveva tentato di vendere la casa, cosa che non si era resa più necessaria nel momento in cui la portinaia, scoprendo la situazione, aveva deciso di prestargli la somma di 100mila euro. Si scopre che la portinaia, venuta in Francia da un’esperienza traumatica della guerra in Cile, cerca di ricreare un mondo perfetto con amici e vicini, e che ha ucciso la donna perché avrebbe rotto l’equilibrio di questo suo mondo. La donna si identifica nella bambina della donna assassinata pensando di doverla salvare e la rapisce, ma viene catturata dalla polizia. Chloe riesce a farle confessare dove si trova la bambina, che viene tratta in salvo da Matthieu. Alla festa sorpresa per Chloe, la donna capisce che Matthieu sta indagando su di lei.

## Un figlio ad ogni costo
- Titolo originale: Les fils de l'homme
- Scritto da:
- Diretto da:

### Trama
La direttrice di una scuola viene ritrovata morta. La donna non frequentava nessuno e diverse sue richieste di adozione erano state rifiutate. Tuttavia, stava facendo pitturare da un imbianchino una stanza per un bambino, dove si trova un carillon. Durante l’autopsia si scopre che la vittima era incinta e che il bambino, a causa di una malformazione cardiaca, non sarebbe sopravvissuto. Hippolyte scopre che la donna era rimasta incinta tramite inseminazione artificiale. A quanto pare la vittima aveva fornito alla clinica un certificato falso di convivenza con un uomo. L’uomo in questione è in verità il compagno dell’imbianchino con cui la vittima aveva litigato. Quest’ultimo aveva scoperto, tramite esami del sangue, che il bambino non poteva essere del suo compagno. La donna stava intraprendendo un’azione legale contro la clinica per lo sbaglio del donatore. Lo psicologo della clinica nega la responsabilità della struttura e afferma che la donna probabilmente era stata a letto con un altro uomo. Tramite i video di sorveglianza Hippolyte scopre che un inserviente, di origini afgane, aveva scambiato le provette per l’inseminazione. Matthieu, Chloe e Fred vanno dall’uomo, che nel tentativo di scappare, cade e muore. Gli affari interni chiedono la momentanea sospensione di Matthieu, per accertarsi se l’uomo sia o meno responsabile di quella morte. Hyppolite, su richiesta di Chloe, indaga sull’uomo che risulta essere stato in prigione nel suo paese durante l’occupazione dei talebani, cosa che per la criminologa spiega la reazione dell’uomo di fronte alla polizia. L’inserviente era stato pagato da qualcuno per scambiare le provette. Il riscontro del DNA riporta a un caso di stupro di una diciassettenne in un istituto cattolico, la quale era rimasta incinta e aveva abortito. Chloe capisce che ciò che muove l’assassino nel suo operato è il desiderio di riprodursi e intuisce che potrebbe aver usato la tecnica dell’inseminazione con altre donne della clinica. Fred aggiorna Matthieu sul caso al telefono e gli dice che il principale sospettato dello stupro della minorenne era al tempo il custode del collegio. Recatosi dall’uomo, Matthieu trova lo stesso carillon che era nella casa della vittima. Il custode confessa di averlo preso dalla posta della ragazza stuprata. Matthieu così va alla clinica e individua le donne vittime dello scambio di sperma, chiedendo chi tra loro abbia ricevuto un carillon come quello che ha in mano. Il logo sul carillon riporta ad una casa di riposo e alla signora anziana che li ha realizzati. Nella stanza della donna ci sono molte foto dei nipoti e la donna afferma che il marito deceduto sarebbe felice di una famiglia così grande, in quanto diceva sempre: “la ricchezza di un uomo è la sua discendenza”. Si scopre che il figlio è lo psicologo della clinica. Chloe gli estorce una confessione facendo leva sul suo timore che le donne che aspettano i suoi figli vogliano abortire. Matthieu viene reintegrato, grazie al rapporto di Chloe, e si scusa dicendole di non aver letto il suo fascicolo, ma lei rifiuta di parlargli spontaneamente di cosa ci sia all’interno.

## Come sua madre
- Titolo originale: Comme sa mère
- Scritto da:
- Diretto da:

## Padri e figlie
- Titolo originale: Une vie pour une autre
- Scritto da:
- Diretto da:

## Dall'altra parte dello specchio
- Titolo originale: De l'autre côté du miroir
- Scritto da:
- Diretto da:

## Riuscire o morire
- Titolo originale: Réussir ou mourir
- Scritto da:
- Diretto da: